# Liste des monuments historiques de Bauler (Eifel-Bitburg-Prüm)
La Liste des monuments historiques de Bauler (Eifel-Bitburg-Prüm) contient trois monuments historiques à Bauler, une municipalité allemande située dans le Land de Rhénanie-Palatinat et l'arrondissement d'Eifel-Bitburg-Prüm.

## Liste
| Monument                             | Adresse            | Coordonnées                      | Notice | Protection | Date | Illustration                         |
| ------------------------------------ | ------------------ | -------------------------------- | ------ | ---------- | ---- | ------------------------------------ |
| Église catholique St. Quirinus, 1768 | Sandbergstraße     | 49° 57′ 57″ nord, 6° 12′ 32″ est |        |            |      | Église catholique St. Quirinus, 1768 |
| Maison, 1809                         | Sandbergstraße 8/9 | 49° 58′ 02″ nord, 6° 12′ 42″ est |        |            |      | Image manquante Téléverser           |
| Croix de chemin                      | Route L 1          | 49° 57′ 27″ nord, 6° 12′ 52″ est |        |            |      | Image manquante Téléverser           |